# 4011 Bakharev
4011 Bakharev (1978 SC6) là một tiểu hành tinh vành đai chính được phát hiện ngày 28 tháng 9 năm 1978 bởi Chernykh, N. ở Nauchnyj.